# Banque de développement local
La Banque de développement local  (BDL) (en árabe بنك التنمية المحلية, en bereber: lbanka n unegmu amnaḍan) es una banca pública argelina creada en 1985.

## Historia
La BDL fue creada el 30 de abril de 1985 por el decreto 85-85, que también definía sus misiones, sus modalidades de funcionamiento y sus medios y precisaba su misión principal que era «contribuir al desarrollo económico y social de los colectivos locales». A dicho efecto, el decreto precisa que «las actividades bancarias ejercidas por otras instituciones financiera y que sean de su competencia le serán transferidas», esta última disposición afectaba al Crédit populaire d'Algérie.
Para julio de 2018, BDL lanzó la tarjeta Mastercard que permite operar compras vía internet y efectuar pagos internacionales y retiro de divisas extranjeras. Lo mismo sucede para tarjetas Visa.
En diciembre de 2024, se anunció la apertura parcial del capital de BDL, hasta un 30%, en vista a su introducción en la bolsa de Argel.

## Estructura
En julio de 2023, BDL contaba con una red de 164 agencias a nivel del territorio argelino.

## Lototipo

Antiguo logotipo de BDL hasta 2015.
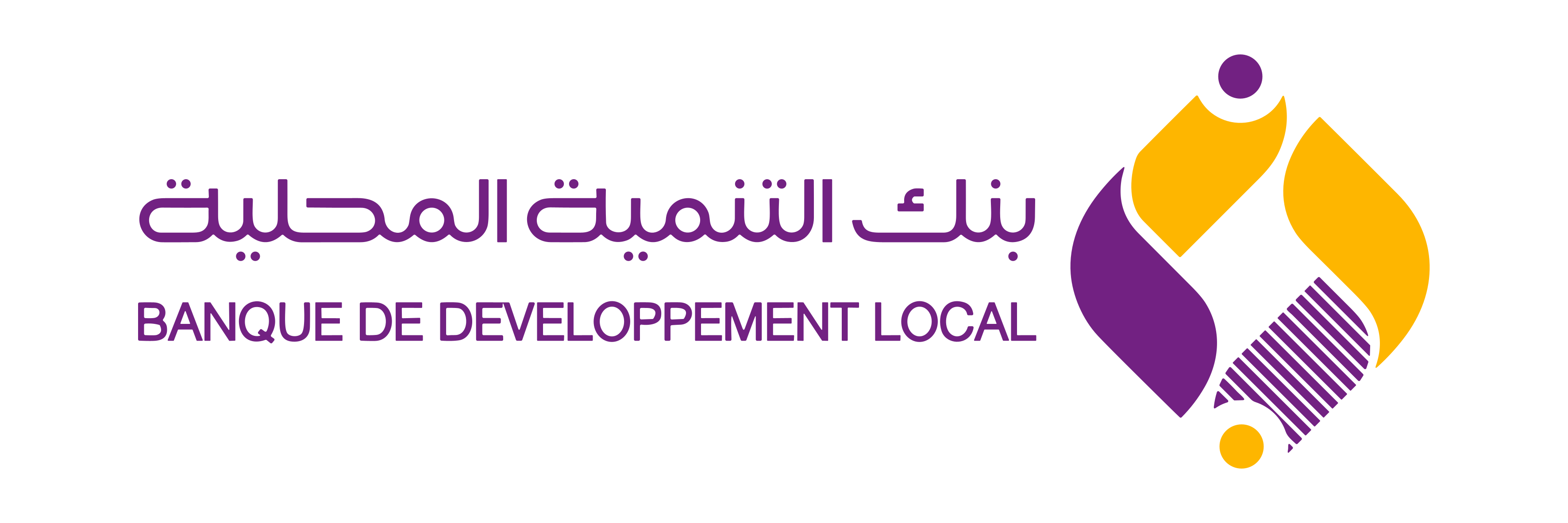
Logotipo de BDL desde 2015.